# Брагам (Міннесота)
Брагам (англ. Braham) — місто (англ. city) в США, в округах Ісанті і Канабек штату Міннесота. Населення — 1769 осіб (2020).

## Географія
Брагам розташований за координатами 45°43′20″ пн. ш. 93°10′20″ зх. д. / 45.72222° пн. ш. 93.17222° зх. д. (45.722348, -93.172197).  За даними Бюро перепису населення США в 2010 році місто мало площу 4,19 км², з яких 4,17 км² — суходіл та 0,02 км² — водойми.

## Демографія
Згідно з переписом 2010 року, у місті мешкали 1793 особи в 708 домогосподарствах у складі 457 родин. Густота населення становила 428 осіб/км².  Було 755 помешкань (180/км²).
Расовий склад населення:
| - 96,7 % — білих - 0,5 % — чорних або афроамериканців - 0,4 % — азіатів - 0,2 % — корінних американців |

До двох чи більше рас належало 2,1 %. Частка іспаномовних становила 1,1 % від усіх жителів.
За віковим діапазоном населення розподілялося таким чином: 30,5 % — особи молодші 18 років, 56,7 % — особи у віці 18—64 років, 12,8 % — особи у віці 65 років та старші. Медіана віку мешканця становила 30,5 року. На 100 осіб жіночої статі у місті припадало 86,4 чоловіків;  на 100 жінок у віці від 18 років та старших — 83,9 чоловіків також старших 18 років.
Середній дохід на одне домашнє господарство  становив 49 530 доларів США (медіана — 39 868), а середній дохід на одну сім'ю — 55 440 доларів (медіана — 48 000). Медіана доходів становила 46 667 доларів для чоловіків та 35 547 доларів для жінок. За межею бідності перебувало 26,3 % осіб, у тому числі 34,6 % дітей у віці до 18 років та 12,0 % осіб у віці 65 років та старших.
Цивільне працевлаштоване населення становило 732 особи. Основні галузі зайнятості: освіта, охорона здоров'я та соціальна допомога — 23,8 %, виробництво — 16,8 %, мистецтво, розваги та відпочинок — 14,1 %.